# 夜来香 (夹竹桃科)

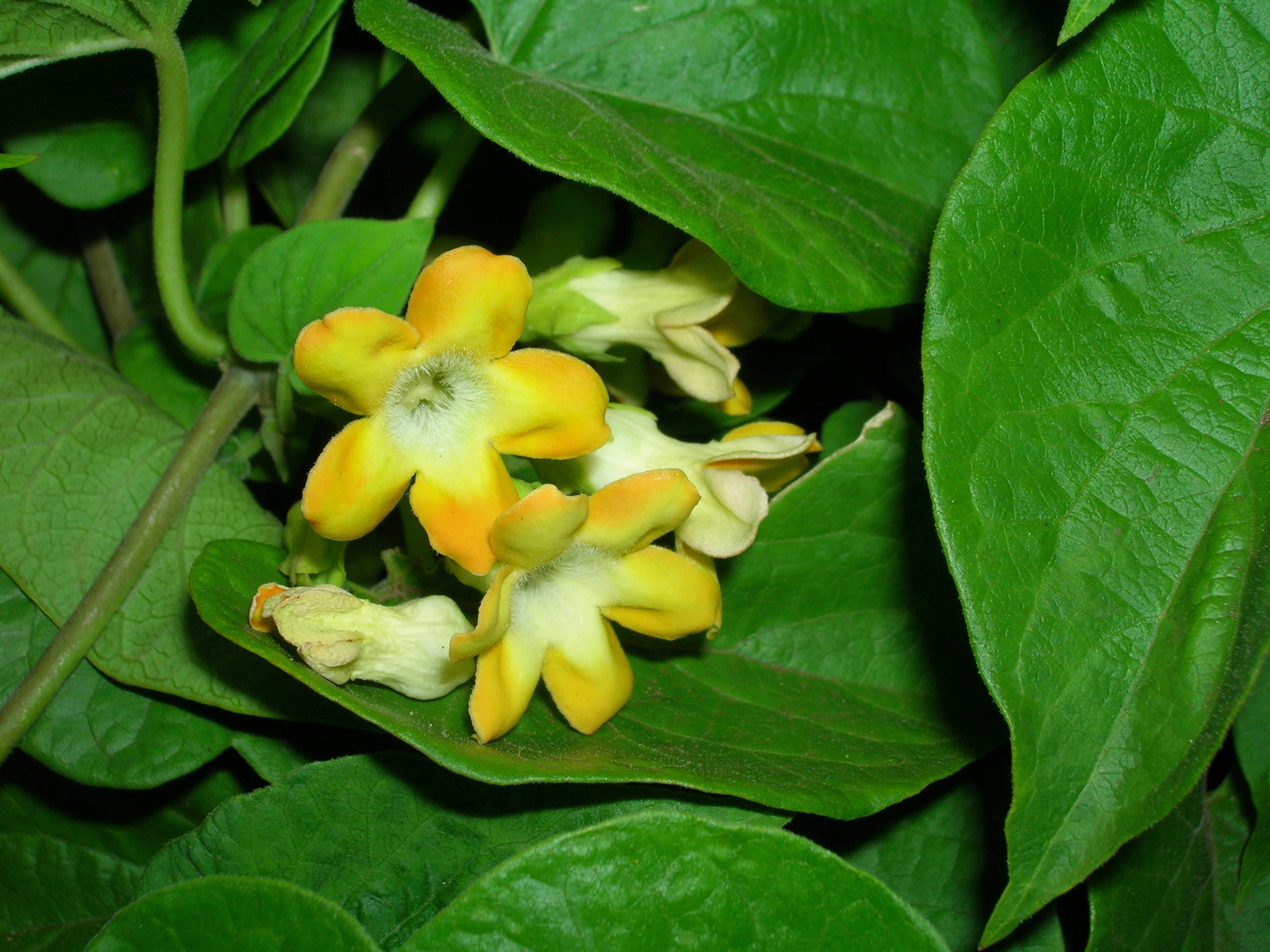
夜香花

夜来香（学名：Telosma cordata）是夾竹桃科蘿藦亞科夜来香属的植物，别名“夜香花”、“夜兰香”（广州）。

## 形态
多年生缠绕藤本。小枝柔弱，有毛，具乳汁。寬卵形、心形至矩圓狀卵形的叶片對生，先端短漸尖，基部深心形，全緣，基出掌狀脈7～9條，邊緣和脈上有毛。伞房状聚伞花序腋生，花多至30朵；花冠裂片5，矩圓形，黃綠色，有清香氣，夜間更甚，所以有“夜來香”之名；副花冠5裂，肉質，短於花藥，著生於合蕊冠上，頂端漸尖；橢圓形直立的花粉块每室1个。披针形蓇葖果长7.5厘米，外果皮厚，無毛。種子寬卵形，頂端具白色絹質種毛。

## 分布
中国特有植物；分布在亚洲、美洲、欧洲以及中国大陆的华南等地，一般生于山坡灌木丛中，目前尚未由人工引种栽培。

## 用途
栽培供观赏。夜來香枝條細長，夏秋傍晚，黃綠色花朵開放，飄出陣陣濃香，在南方多用來佈置庭院、窗前、塘边和亭畔。又是以花和花蕾供食用的一種半野生蔬菜。具清肝明目之功效，可治疗目赤腫痛，麻疹上眼、角膜去翳等。其花、葉在夜間吐放地濃香氣味（含丁香生物鹼等毒素），部份人聞過量感覺頭暈、失眠，甚至氣喘、胸悶、全身不適。

## 异名
- Oxystelma ovatum P. T. Li et S. Z. Huang